# SpaceShipOne

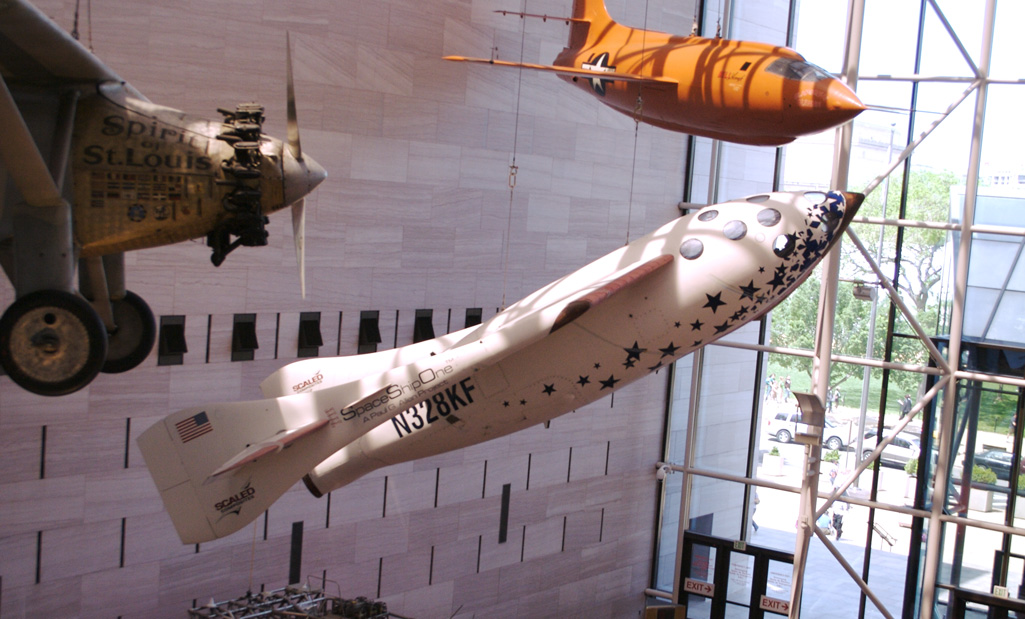
SS1 dnes zavěšená mezi letouny Spirit of St. Louis a Bell X-1 ve Washingtonu

SpaceShipOne je první soukromý raketoplán, který kdy uskutečnil pilotovaný let. Stalo se tak 21. června 2004. Jedná se o experimentální suborbitální raketoplán, který poháněl hybridní raketový motor. Raketoplán je možno ovládat dálkově (je schopen bezpilotního letu), čehož bylo využito hned v jeho prvním zkušebním letu.
SpaceShipOne byl vyvinut firmou Scaled Composites a firma získala 10 milionů dolarů, neboť vyhrála v soutěži Ansari X Prize pro první soukromý raketoplán, který dosáhne dvakrát během dvou týdnů výškové hranice 100 kilometrů. Vývoj plavidla byl vyčíslen na 25 milionů dolarů a z velké části jej zainvestoval Paul Allen.

## Srovnání s klasickými raketoplány
Jeho technické možnosti však nelze srovnávat s klasickými raketoplány. Maximální dosažitelná rychlost (doposud více než trojnásobek rychlosti zvuku) je ale natolik zanedbatelná, že SpaceShipOne není schopen udělat ani jeden oblet kolem Země, natož aby posloužil k nějakému praktickému účelu (např. vypuštění družice).
Spíše se dá říci, že SpaceShipOne byl pro Scaled Composites doposud zdařilý pokus o zkonstruování spolehlivého soukromého raketoplánu, schopného dosáhnout hranice vesmírného prostoru a bezpečně dopravit pilota s případným nákladem a posádkou zpět na zem. Společnost má již v pokročilé fázi vývoje a testování pokračovatele SpaceShipOne – projekt SpaceShipTwo, od kterého si slibuje zvýšení vzdálenosti, kterou má vyvíjený raketoplán urazit, stejně jako zvýšení doby, po kterou bude ve vesmírném prostoru; a první soukromý raketoplán schopný pravidelně dopravovat civilisty do vesmíru – de facto prostředek vesmírné turistiky.

## Přehled letů
| Let  | Datum              | Nejvyšší rychlost | Výška    | Doba letu   | Pilot         |
| ---- | ------------------ | ----------------- | -------- | ----------- | ------------- |
| 01C  | 20. května 2003    |                   |          | 1 h 48 min  | bezpilotní    |
| 02C  | 29. července 2003  |                   |          | 2 h 06 min  | Mike Melvill  |
| 03G  | 7. srpna 2003      |                   |          | 0 h 19 min  | Mike Melvill  |
| 04GC | 27. srpna 2003     |                   |          | 1 h 06 min  | Mike Melvill  |
| 05G  | 27. srpna 2003     |                   |          | 10 min 30 s | Mike Melvill  |
| 06G  | 23. září 2003      |                   |          | 12 min 15 s | Mike Melvill  |
| 07G  | 17. října 2003     |                   |          | 17 min 49 s | Mike Melvill  |
| 08G  | 14. listopadu 2003 |                   |          | 19 min 55 s | Peter Siebold |
| 09G  | 19. listopadu 2003 |                   |          | 12 min 25 s | Mike Melvill  |
| 10G  | 4. prosince 2003   |                   |          | 13 min 14 s | Brian Binnie  |
| 11P  | 17. prosince 2003  | Mach 1.2          | 20.7 km  | 18 min 10 s | Brian Binnie  |
| 12G  | 11. března 2004    |                   |          | 18 min 30 s | Peter Siebold |
| 13P  | 8. dubna 2004      | Mach 1.6          | 32.0 km  | 16 min 27 s | Peter Siebold |
| 14P  | 13. května 2004    | Mach 2.5          | 64.3 km  | 20 min 44 s | Mike Melvill  |
| 15P  | 21. června 2004    | Mach 2.9          | 100.1 km | 24 min 05 s | Mike Melvill  |
| 16P  | 29. září 2004      | Mach 2.92         | 102.9 km | 24 min 11 s | Mike Melvill  |
| 17P  | 4. října 2004      | Mach 3.09         | 112.0 km | 23 min 56 s | Brian Binnie  |